# Jeffrey Price
Pour les articles homonymes, voir Price.
Jeffrey Price est un scénariste américain, né en 1949. Il travaille régulièrement avec Peter S. Seaman.

## Filmographie

### Cinéma

#### Scénariste
- 1983 : Trenchcoat
- 1988 : Qui veut la peau de Roger Rabbit
- 1988 : Caddyshack II (non crédité)
- 1991 : Doc Hollywood
- 1999 : Wild Wild West
- 2000 : Le Grinch
- 2006 : Vacances sur ordonnance
- 2007 : Shrek le troisième

#### Producteur
- 2006 : Vacances sur ordonnance

### Télévision

#### Scénariste
- 1990 : Les Contes de la crypte (2 épisodes)

#### Producteur
- 1990 : Les Contes de la crypte (1 épisode)

#### Comme réalisateur
- 1989 : Les Contes de la crypte (1 épisode)

## Distinctions
Récompenses
- Prix Hugo :
  - Meilleur film 1989 (Qui veut la peau de Roger Rabbit)
- Razzie Awards :
  - Pire scénario 2000 (Wild Wild West)

Nominations
- Saturn Award :
  - Saturn Award du meilleur scénario 1990 (Qui veut la peau de Roger Rabbit)
- British Academy Film Awards :
  - British Academy Film Award du meilleur scénario adapté 1989 (Qui veut la peau de Roger Rabbit)
- Razzie Awards :
  - Pire scénario 2001 (Le Grinch)
- Writers Guild of America Awards :
  - Meilleur scénario adapté 1989 (Qui veut la peau de Roger Rabbit)